# Brimus spinipennis
Brimus spinipennis là một loài bọ cánh cứng trong họ Cerambycidae.